# فرانكو فونا
فرانكو فونا (بالإيطالية: Franco Vona)‏ ولد بتاريخ 20 أغسطس 1964 في فروزينوني، إيطاليا، هو دراج إيطالي سابق.

## سجل النتائج

### سباقات أو مراحل فاز بها
- طواف سويسرا
- طواف إيطاليا

### المراكز
- حقق المركز الـ 6 في طواف إيطاليا 1992
- حقق المركز الـ 11 في سباق طواف فرنسا 1992
- حقق المركز الـ 21 في سباق طواف فرنسا 1993
- حقق المركز الـ 37 في سباق طواف فرنسا 1994
- حقق المركز الـ 48 في سباق طواف فرنسا 1995

## روابط خارجية
- فرانكو فونا على موقع أرشيف الدراجات (الإنجليزية)
- فرانكو فونا على موقع إحصائيات الدراجات الإحترافية (الإنجليزية)
- فرانكو فونا على موقع CycleBase (الإنجليزية)